# 陳策 (成化丁未進士)
陳策（1445年—？），字廷獻，湖廣常德府武陵縣人，校尉籍，明朝政治人物。

## 生平
成化四年（1468年）戊子科湖廣鄉試第八十四名舉人。成化二十三年（1487年）中式丁未科會試第二百四十四名，三甲第一百零一名進士。弘治元年（1488年），接替谢文献，擔任南直隶常州府宜興縣知縣。七年十二月实授陕西道監察御史，丁憂服闋，十三年七月復除河南道，十四年巡按廣西。

## 家族
曾祖陳伯祥；祖父陳良；父陳必榮。母李氏。具庆下。